# Unione italiana circoli del cinema
L'Unione italiana circoli del cinema, anche conosciuta con l'acronimo UICC, è una associazione non a scopo di lucro nata nel 1951 e volta alla divulgazione della cultura cinematografica. L'associazione si propone fin dal suo statuto come aconfessionale ed apartitica.
L'organizzazione è una delle 9 associazioni culturali senza scopo di lucro riconosciute a livello nazionale dal Ministero dei beni e delle attività culturali e del turismo – Direzione generale per il cinema nata all'interno del movimento dei Cine Club.